# Урос (город)
Уро́с — древний летописный город Великопермского княжества; упоминается в 1472 году.
В. А. Обориным соотносится с Урольским городищем (0,4 га), где он провёл раскопки в 1981 году. В трёх раскопах и в траншее были зафиксированы сооружения и находки Родановской культуры, булгарская и вымская керамика, а также русская посуда с линейным орнаментом XV века Г. А. Бординских сопоставляет его с Корнинским городищем, не меньшим по площади, но лучше укреплённым, где была найдена русская керамика 2-й половины XV — начала XVII века. Л. Д. Макаров поддержал первоначальную идею В. Н. Берха о расположении города в урочище Пустой Урол, где им были обнаружены остатки усадеб, печей и других сооружений. При шурфовке рядом с часовней в память об убиенных в Уроле А. Ф. Мельничук обнаружил яму с находками XV—XVI веков.